# Miguel Macedo
Miguel Bento Martins da Costa de Macedo e Silva (ur. 6 maja 1959 w Bradze, zm. 13 marca 2025 tamże) – portugalski polityk, prawnik i samorządowiec, poseł do Zgromadzenia Republiki, działacz Partii Socjaldemokratycznej, w latach 2011–2014 minister administracji i spraw wewnętrznych.

## Życiorys
Ukończył studia prawnicze na Uniwersytecie w Coimbrze. Podjął praktykę w zawodzie adwokata. Zaangażował się w działalność polityczną w ramach Partii Socjaldemokratycznej, był wiceprzewodniczącym jej organizacji młodzieżowej JSD. W 1989 został radnym Bragi, a od 1993 do 1997 zasiadał w zarządzie miasta.
W 1987 po raz pierwszy został posłem do Zgromadzenia Republiki. W wyborach w 1991, 1995 i 1999 z powodzeniem ubiegał się o reelekcję. Do parlamentu powrócił w 2005, ponownie wybierany w 2009 i 2011. Każdorazowo mandat uzyskiwał z okręgu Braga. W latach 1990–1991 był sekretarzem stanu do spraw młodzieży, a od 2002 do 2005 pełnił funkcję sekretarza stanu w resorcie sprawiedliwości. Po odejściu z rządu do 2007 był sekretarzem generalnym PSD. W kwietniu 2010 został wybrany na przewodniczącego klubu poselskiego PSD.
W czerwcu 2011 został ministrem administracji i spraw wewnętrznych w rządzie Pedra Passosa Coelho. Ustąpił z tej funkcji w listopadzie 2014 w obliczu postępowań w sprawach korupcyjnych, którymi objęto jego współpracowników biznesowych i politycznych. Sam został również objęty postępowaniem karnym, w 2019 uniewinniono go od popełnienia zarzucanych mu czynów.